# St. Salvator (Eisfeld)

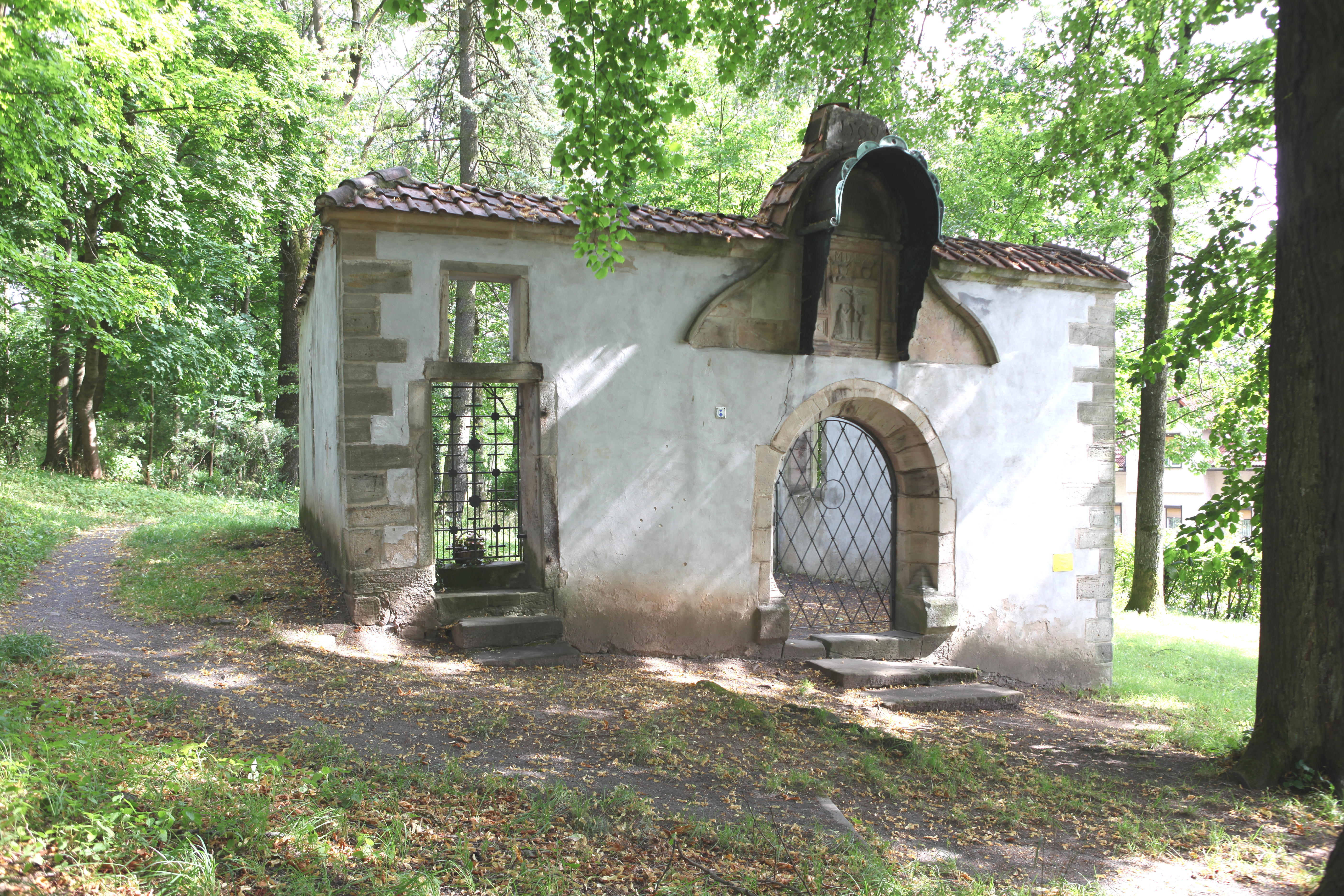
Gottesackerkirche St. Salvator, Westfront

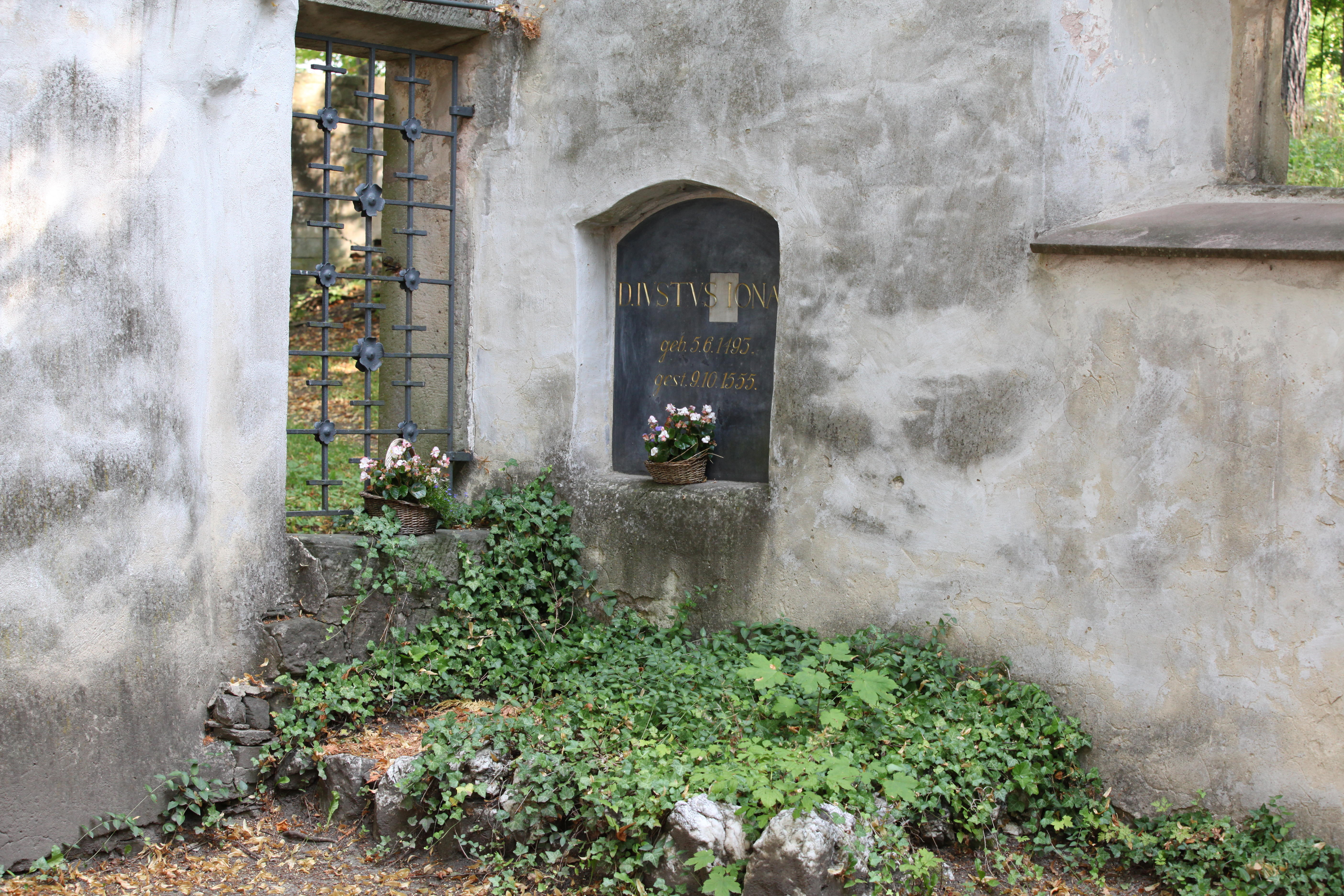
Grab von Justus Jonas

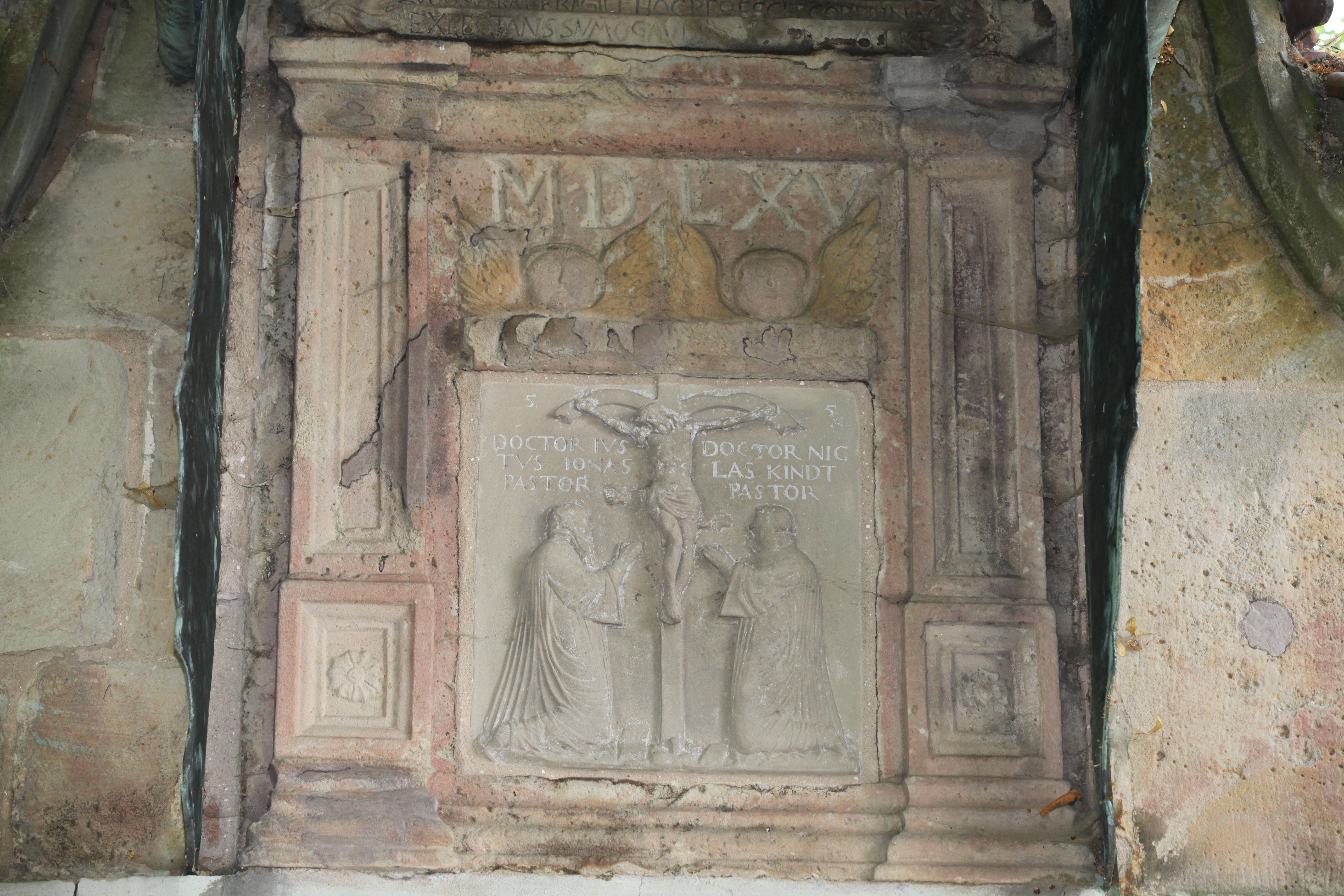
Epitaph mit Justus Jonas und Nikolaus Kindt

Die Ruine der Gottesackerkirche St. Salvator befindet sich in der südthüringischen Stadt Eisfeld.
Die Friedhofskapelle wurde auf dem 1542 angelegten Friedhof errichtet, der an der über den Galgenberg führenden Straße nach Coburg lag. 1661 folgte eine Vergrößerung des Gotteshauses. Ein kleiner Chorraum wurde angefügt und der Hauptraum verlängert. 1719 wurde die Kirche saniert. 1873 legte die Stadt Eisfeld in der Nachbarschaft an der Schalkauer Straße einen neuen städtischen Friedhof an. Während dort im Jahr 1901 eine neue Friedhofskapelle gebaut wurde, fand gleichzeitig der Abriss der alten, baufälligen  Gottesackerkirche statt. Widerstand gegen den Abriss führte zum Erhalt von Teilen der West-, Nord- und Südwand der heutigen denkmalgeschützten Ruine in dem in der Folge zu einer Parkanlage umgestalteten alten Friedhof.
Auf dem Friedhof wurde der 1555 gestorbene Gelehrte und Reformator Justus Jonas beerdigt. Durch den Kirchenumbau 1661 geriet sein Grab unter die zur obersten Empore führende Innentreppe. Ein Epitaph von 1565, das sich über  der rundbogigen Westtür befindet, erinnert an ihn. Die rechteckige Sandsteinplatte zeigt in der Mitte den gekreuzigten Christus und darunter in Gebetshaltung Justus Jonas und Nikolaus Kindt. Jonas ist als Greis mit wallendem Bart und in die Stirn gekämmtem Haupthaar dargestellt. Der 1549 verstorbene Kindt war wie Jonas evangelischer Pfarrer und Superintendent in Eisfeld und wurde ebenfalls auf dem Friedhof begraben. Die reich verzierten Sandsteingrabplatten von Jonas und Kindt wurden 1901 in die neue Friedhofskapelle versetzt. In der alten Kapelle waren an den Wänden zahlreiche Epitaphien, die seit 1901 auf der ersten Empore in der Stadtkirche stehen.